# ناحیه فدرالی کریمه
ناحیه فدرالی کریمه یکی از ۹ ناحیه فدرال کشور روسیه بود. این ناحیه در ۲۱ مارس ۲۰۱۴ پس از الحاق کریمه به فدراسیون روسیه تأسیس شد. این ناحیه شامل جمهوری کریمه و شهر فدرالی سواستوپول بود. در تاریخ ۲۸ ژوئیه ۲۰۱۶ میلادی، دفتر مطبوعاتی کاخ ریاست‌جمهوری روسیه با انتشار بیانیه‌ای اعلام کرد ناحیه فدرالی کریمه به ناحیه فدرالی جنوبی فدراسیون روسیه ملحق می‌شود. با این حساب تعداد ناحیه‌های فدرال روسیه به ۸ ناحیه کاهش یافت.
| Crimean Federal District | Crimean Federal District | Crimean Federal District | Crimean Federal District |
| #                        | پرچم                     | فدرال                    | مرکز اداری               |
| ------------------------ | ------------------------ | ------------------------ | ------------------------ |
| ۱                        |                          | جمهوری کریمه             | سیمفروپول                |
| ۲                        |                          | سواستوپول                | سواستوپول                |